# جيم كيركلاند
جيم كيركلاند (بالإنجليزية: Jim Kirkland)‏ هو لاعب كرة قدم بريطاني في مركز ظهير ‏، ولد في 30 أكتوبر 1946 في بيدفورد في المملكة المتحدة. لعب مع غريمسبي تاون.